# Lukas Graham (album, 2012)
Lukas Graham je eponymní debutové studiové album dánské hudební skupiny Lukas Graham, které bylo vydáno 26. března 2012 ve vydavatelství Copenhagen Records. Album se stalo v Dánsku velmi populární a dostalo se na čelo tamního žebříčku prodejnosti alb, kde vydrželo po dobu 15 týdnů. Z alba byly vydány celkem čtyři singly „Ordinary Things“, „Drunk in the Morning“, „Criminal Mind“ a „Better Than Yourself (Criminal Mind Pt. 2)“. Poslední jmenovaný byl vydán až 22. října 2012 a na původní stopáži ze března se nevyskytoval, deset dní po vydání mezinárodní verze prodávané hlavně v Německu.

## Seznam skladeb
| Původní dánská verze | Původní dánská verze            | Původní dánská verze                                              | Původní dánská verze | Původní dánská verze |
| Pořadí               | Název                           | Autor                                                             | Producent(i)         | Délka                |
| -------------------- | ------------------------------- | ----------------------------------------------------------------- | -------------------- | -------------------- |
| 1.                   | Ordinary Things                 | Lukas Forchhammer, Sebastian Fogh, Emil Nielsen, Stefan Forrest   | BackBone             | 3:27                 |
| 2.                   | Nice Guy                        | Forchhammer, Fogh, Morten Ristorp, Forrest                        | BackBone             | 3:35                 |
| 3.                   | Drunk in the Morning            | Forchhammer, Fogh, Ristorp, Forrest, Magnús Larsson, Mark Falgren | BackBone             | 3:30                 |
| 4.                   | When You're with Me (Interlude) | Forchhammer, Fogh, Ristorp, Forrest                               | BackBone             | 1:07                 |
| 5.                   | Red Wine                        | Forchhammer, Brandon Beal, Mauro Verdi                            | Brandon Beal         | 5:24                 |
| 6.                   | Apologize                       | Forchhammer, Fogh, Forrest                                        | BackBone             | 3:21                 |
| 7.                   | Criminal Mind                   | Forchhammer, Fogh, Ristorp, Forrest                               | BackBone             | 3:05                 |
| 8.                   | Don't Hurt Me This Way          | Forchhammer, Fogh, Ristorp, Forrest                               | BackBone             | 2:59                 |
| 9.                   | Moving Alone                    | Forchhammer, Fogh, Forrest                                        | BackBone             | 4:22                 |
| 10.                  | Oohhh (Interlude)               | Forchhammer, Fogh, Forrest                                        | BackBone             | 0:37                 |
| 11.                  | Never Let Me Down               | Forchhammer, Fogh, Beal, Forrest                                  | BackBone             | 3:26                 |
| 12.                  | Before the Morning Sun          | Forchhammer, Verdi                                                | BackBone             | 4:18                 |

| Mezinárodní a německá verze | Mezinárodní a německá verze                 | Mezinárodní a německá verze                                       | Mezinárodní a německá verze | Mezinárodní a německá verze |
| Pořadí                      | Název                                       | Autor                                                             | Producent(i)                | Délka                       |
| --------------------------- | ------------------------------------------- | ----------------------------------------------------------------- | --------------------------- | --------------------------- |
| 1.                          | Ordinary Things                             | Lukas Forchhammer, Sebastian Fogh, Emil Nielsen, Stefan Forrest   | BackBone                    | 3:27                        |
| 2.                          | Nice Guy                                    | Forchhammer, Fogh, Morten Ristorp, Forrest                        | BackBone                    | 3:35                        |
| 3.                          | Drunk in the Morning                        | Forchhammer, Fogh, Ristorp, Forrest, Magnús Larsson, Mark Falgren | BackBone                    | 3:30                        |
| 4.                          | When You're with Me (Interlude)             | Forchhammer, Fogh, Ristorp, Forrest                               | BackBone                    | 1:07                        |
| 5.                          | Red Wine                                    | Forchhammer, Brandon Beal, Mauro Verdi                            | Brandon Beal                | 5:24                        |
| 6.                          | Apologize                                   | Forchhammer, Fogh, Forrest                                        | BackBone                    | 3:21                        |
| 7.                          | Daddy, Now That You're Gone (Ain't No Love) | Dan Walsh, Michael Alan Price                                     | BackBone                    | 4:43                        |
| 8.                          | Criminal Mind                               | Forchhammer, Fogh, Ristorp, Forrest                               | BackBone                    | 3:05                        |
| 9.                          | Better Than Yourself (Criminal Mind Pt. 2)  | Forchhammer, Rasmus Hedegaard, Beal                               | Hedegaard                   | 4:22                        |
| 10.                         | Don't Hurt Me This Way                      | Forchhammer, Fogh, Ristorp, Forrest                               | BackBone                    | 2:59                        |
| 11.                         | Moving Alone                                | Forchhammer, Fogh, Forrest                                        | BackBone                    | 4:22                        |
| 12.                         | Oohhh (Interlude)                           | Forchhammer, Fogh, Forrest                                        | BackBone                    | 0:37                        |
| 13.                         | Never Let Me Down                           | Forchhammer, Fogh, Beal, Forrest                                  | BackBone                    | 3:26                        |
| 14.                         | Before the Morning Sun                      | Forchhammer, Verdi                                                | BackBone                    | 4:18                        |